# 1927 en cyclisme
| Années du cyclisme : 1924 - 1925 - 1926 - 1927 - 1928 - 1929 - 1930    |
| Décennies du cyclisme : 1890 - 1900 - 1910 - 1920 - 1930 - 1940 - 1950 |

Les faits marquants de l'année 1927 en cyclisme.

## Par mois

### Mars
- 3 avril :
  - le Belge Gerard Debaets gagne le Tour des Flandres pour la deuxième fois.
  - l'Italien Pietro Chesi remporte Milan-San Remo.

### Avril
- 3 avril : le Français Louis Gras gagne le Grand prix de Cannes.
- 10 avril : le Belge Maurice Raes gagne Liège-Bastogne-Liège.
- 10 avril : comme l'an dernier le Français Pierre Bachellerie gagne la Polymultipliée. C'est sa troisième victoire en tout dans cette épreuve.
- 17 avril : le Belge Georges Ronsse gagne Paris-Roubaix.
- 17 avril : l'Espagnol Ricardo Montero gagne le Grand Prix de Pâques.

### Mai
- 1er mai : le Suisse Henri Suter gagne Paris-Tours pour la deuxième fois d'affilée.
- 1er mai : l'Italien Alfredo Binda gagne le Tour du Piémont pour la deuxième année d'affilée
- 5 mai : le Suisse Kastor Notter gagne le Championnat de Zurich.
- 8 mai : le Belge Léopold Matton gagne le Tour de Belgique.
- 9 mai : l'Allemand Rudolf Wolke gagne le Tour d'Allemagne. L'épreuve ne reprendra qu'en 1930.
- 15 mai : 1re manche du championnat d'Italie sur route, départ du Tour d'Italie.
- 15 mai : le Belge Georges Ronsse gagne Bordeaux-Paris.
- 22 mai : le Luxembourgeois Nicolas Frantz est champion du Luxembourg sur route pour la cinquième fois d'affilée.
- 29 mai le Luxembourgeois Nicolas Frantz gagne Paris-Bruxelles.
- 30 mai le Néerlandais Joop Franssen devient champion des Pays-Bas sur route. C'est le premier champion des Pays-Bas professionnel.

### Juin
- 6 juin : le Tour d'Italie est remporté par l'Italien Alfredo Binda.
- 13 juin : l'Italien Renato Zanone gagne les Trois vallées varésines.
- 13 juin : le Suisse Kastor Nutter est champion de Suisse sur route pour la troisième fois.
- 19 juin : départ du Tour de France, le favori devait être l'Italien Ottavio Bottecchia, malgré son abandon de l'an dernier. Mais il a été retrouvé inconscient au bord d'une vigne alors qu'il était en sortie d'entrainement. Il meurt à l'hopital le 15 juin. Vingt ans plus tard un homme confessera avoir tué Bottecchia en lui jetant une pierre à la tête car celui ci lui volait du raisin. L'auteur de cette fable a oublié qu'en juin même en Italie, les raisins dans les vignes sont encore à l'état embryonnaire. La mort de Bottecchia reste une énigme.  Pour éviter les étapes qui finissent par un sprint du peloton, des contres la montre par équipes sont créés pour 16 des 24 étapes de ce Tour. Les spectateurs s'y perdent, la 1ere équipe à passer n'est pas forcément première. À la suite de la victoire de l'équipe Dilecta, le Français Francis Pélissier  qui franchit la ligne d'arrivée 1er, gagne la 1ere étape Paris-Dieppe et prend le maillot jaune, 2eme le Français Ferdinand Le Drogo, 3eme le Français Georges Cuvelier tous même temps. Il y a 35 coureurs de moins à l'issue de l'étape, soit par abandon soit hors délais.
- 20 juin : à la suite de la victoire de l'équipe Alcyon, le Belge Maurice de Waele, 1er sur la ligne d'arrivée, gagne la 2eme étape du Tour de France Dieppe-Le Havre, 2eme le Luxembourgeois Nicolas Frantz, 3eme le Belge Julien Vervaecke. Pas de changement en tête du classement général
- 21 juin : le Belge Hector Martin gagne la 3eme étape du Tour de France Le Havre-Caen devant son compatriote Gustave Van Slembrouck, tous deux de l'équipe J.B Louvet qui à exploser en route. Le Français Ferdinand le Drogo 3eme à 2 minutes 14 secondes ouvre la route à l'équipe Dilecta. Pas de Changement en tête du classement général.
- 22 juin : à la suite de la victoire de l'équipe J.B Louvet, le Belge Camille Van de Casteele qui franchit la ligne d'arrivée 1er, gagne la 4eme étape du Tour de France Caen-Cherbourg, 2eme et 3eme même temps, les Belges Pé Verhaeghen et Jos Hemelsoet. Pas de changement en tête du classement général.
- 23 juin : à la suite de la victoire de l'équipe Dilecta, le Français Ferdinand le Drogo 1er sur la ligne d'arrivée, gagne la 5eme étape du Tour de France Cherbourg-Dinan, 2eme le Français Francis Pelissier (le maillot jaune), 3eme le Français Georges Cuvelier. Ces 3 hommes restent en tête du classement général.
- 24 juin : à la suite de la victoire de l'équipe Alcyon, le Français André Leducq 1er sur la ligne d'arrivée, gagne la 6eme étape du Tour de France Dinan-Brest, 2eme et 3eme les Belges Maurice de Waele et Louis Müller, tous même temps, le Français Ferdinand le Drogo 11eme à 14 minutes 43 secondes, prend le maillot jaune, après l'abandon du Français Francis Pélissier. L'équipe Dilecta est épuisée par cette suite de contre la montre par équipe et arrive dispersée. le Français Georges Cuvelier 14eme de l'étape à 21 minutes 59 secondes devient 3eme au général à 7 minutes 16 secondes. Il est doublé par le Belge Hector Martin (9eme de l'étape à 6 minutes 52 secondes) second au général à 4 minutes 31 secondes de Le Drogo.
- 25 juin : à la suite de la victoire de l'équipe J.B Louvet, le Belge Gustave Van Slembrouck, 1er sur la ligne d'arrivée, gagne la 7eme étape du Tour de France Brest-Vannes, 2eme son Compatriote Maurice Geldhof, 3eme son compatriote Camille de Casteele, 4eme son compatriote Hector Martin tous même temps. L'équipe Dilecta est à l'agonie, le Français Ferdinand Le Drogo est 21eme à 21 minutes 34 secondes, le Français Georges Cuveler est 29eme à 43 minutes 43 secondes et va abandonner. Au classement général, Hector Martin prend le maillot jaune, 2eme Le Drogo à 7 minutes 3 secondes, 3eme le Belge Maurice de Waele à 19 minutes 14 secondes (qui a fini l'étape 10eme à 6 minutes 49 secondes).
- 26 juin : à la suite de la victoire de l'équipe J.B Louvet, le Belge Raymond Decorte 1er sur la ligne d'arrivée gagne la 8eme étape du Tour de France Vannes-Les Sables d'Olonne, 2eme, 3eme, 4eme et 5eme, ses compatriotes Gustave Van Slembrouck, Maurice Geldhof, Camille Van de Casteele et Hector Martin, tous même temps. Le Français Ferdinand Le Drogo 52eme à 1heure 21 minute abandonne, l'équipe Dilecta disparait de la course. Au classement général : 1er Hector Martin, 2eme le Belge Raymond Decorte à 14 minutes 8 secondes, 3eme le Belge Maurice de Waele (qui termine l'étape 12eme à 15 minutes 11 secondes) à 34 minutes 25 secondes.
- 27 juin : à la suite de la victoire de l'équipe Alcyon, le Belge Adelin Benoit, 1er sur la ligne d'arrivée, gagne la 9eme étape du Tour de France Les Sables d'Olonne-Bordeaux, 2eme son compatriote Gaston Rebry, 3eme le Luxembourgeois Nicolas Frantz, tous même temps. Le Belge Hector Martin est 6eme à 16 minutes 26 seconde et  entraine l'équipe J.B louvet. le Belge Raymond Decorte est 10eme même temps. Le Belge Maurice de Waele n'a pu suivre ses équipiers d'Alcyon et finit 12eme à 21 minutes 19 secondes. Au classement général : 1er Martin, 2eme Frantz à 21 minutes 16 secondes, 3eme le Belge Gaston Rebry à 30 minutes 59 secondes.
- 28 juin : le Belge Pé Verhaegen gagne au sprint la 10eme étape du Tour de France Bordeaux-Bayonne qui se dispute en ligne, 2eme le Français André Leducq, 3eme le Belge Raymond Decorte, tous même temps. Le Luxembourgeois Nicolas Frantz arrive 26eme à 1 minute 48 secondes. Au classement général : 1er Martin, 2eme Frantz à 23 minutes 4 secondes, 3eme le Belge Gaston Rebry à 30 minutes 59 secondes. Il y a repos le 29 juin.
- 30 juin : le Luxembourgeois Nicolas Frantz gagne la 11eme étape du Tour de France Bayonne-Luchon qui se dispute en ligne et emprunte les cols d'Aubisque, du Tourmalet, d'Aspin et de Peyresourde, 2eme le Belge Adelin Benoit à 11 minutes 40 secondes, 3eme à 14 minutes 40 secondes le Français André Leducq qui se révèle un espoir Français pour les Tours de France futurs. Le Belge Maurice de Waele est 4eme à 22 minutes 13 secondes, son compatriote Hector Martin est 22eme à 2 heures 22 secondes, son compatriote Gaston Rebry est 29eme à 3 heures 10 minutes. Au classement général Frantz prend le maillot jaune, 2eme de Waele à 38 minutes 27 secondes, 3eme Martin à 1 heure 37 minutes 18 secondes. Il y a repos le 1er juillet.

### Juillet
- 2 juillet : le Belge Gustave Van Slembrouck gagne au sprint la 12eme étape du Tour de France Luchon-Perpignan qui se dispute en ligne et emprunte les cols de Portet d'Aspet, de Port et du Puymorens, 2eme le Luxembourgeois Nicolas Frantz, 3eme le Belge Adelin Benoit, 4eme le Français André Leducq, 5eme le Belge Maurice de Waele, 6eme le Belge Julien Vervaecke, tous même temps.  Le Français Antonin Magne 7eme à 3 minutes 29 secondes se révèle un espoir Français pour les Tours de France futurs. Le Belge Gaston Rebry abandonne. Au classement général, 1er Frantz, 2eme de Waele à 38 minutes 27 secondes, 3eme Vervaecke à 2 heures 13 minutes. Il y a repos le 3 juillet.
- 3 juillet : l'Italien Aleardo Simoni gagne la Coupe Placci.
- 4 juillet : le Belge Maurice de Waele gagne au sprint la 13eme étape du Tour de France Perpignan-Marseille qui se dispute en ligne, 2eme le Belge Pé Verhaeghen, 3eme le Luxembourgeois Nicolas Frantz, puis tous les favoris. Pas de changement en tête du Classement général.
- 5 juillet : le Français Antonin Magne rescapé de l'équipe Alléluia, après avoir distancé ses équipiers, gagne seul la 14eme étape du Tour de France Marseille-Toulon contre la montre par équipe. L'équipe J.B Louvet arrive à 19 secondes les Belges Maurice Geldhof et Hector Martin sont 2eme et 3eme. L'équipe Alcyon, emmenée par le Luxembourgeois Nicolas Frantz 10eme à 6 minutes 24 secondes, finit groupée, de ce fait les 3 premiers du classement général étant des hommes d'Alcyon, pas de changement en tête du classement général.
- 6 juillet : le Luxembourgeois Nicolas Frantz gagne en solitaire la 15eme étape du Tour de France Toulon-Nice qui se dispute en ligne et emprunte après un premier passage à Nice, les cols de Braus, de Castillon et la Turbie (la boucle de Sospel), 2eme le Belge Pé Veraeghen à 2 minutes 41 secondes, 3eme le Belge Julien Vervaecke à 3 minutes 2 secondes. Le Belge Maurice de Waele termine 12eme à 15 minutes 28 secondes. Au classement général : 1er Frantz, 2eme de Waele à 53 minutes 55 secondes, 3eme Vervaecke à 2 heures 16 minutes. Il y a repos le 7 juillet.
- 8 juillet : le Belge Julien Vervaecke gagne en solitaire la 16eme étape du Tour de France Nice-Briançon qui se dispute en ligne et emprunte les cols de la Colle Saint Michel, d'Allos, de Vars et de l'Izoard, 2eme le Luxembourgeois Nicolas Frantz à 4 minutes 31 secondes, 3eme le Français Maurice Arnoult (touriste routier) à 5 minutes 23 secondes, 4eme le Belge Maurice de Waele à 11 minutes 41 secondes, 5eme le Français André Leducq à 12 minutes 15 secondes, 6eme le Français Antonin Magne à 12 minutes 53 secondes. Au classement général, 1er Frantz, 2eme de Waele à 1 heure 1 minute, 3eme Vervaecke à 2 heures 12 minutes.
- 9 juillet : le Belge Pé Verhaegen gagne en solitaire la 17eme étape du Tour de France Briançon-Evian qui se dispute en ligne et emprunte les cols du Galibier, du Télégraphe et des Aravis, 2eme le Suisse Charles Marinet (touriste routier) à 1 minute 36 secondes, 3eme le Belge Maurice de Waele à 6 minutes 46 secondes, 4eme le Français Antonin Magne à 14 minutes 35 secondes, 5eme le Luxembourgeois Nicolas Frantz à 21 minutes 48 secondes, 6eme le Belge Julien Vervaecke à 24 minutes 18 secondes. Au classement général : 1er Frantz, 2eme de Waele à 46 minutes 3 secondes, 3eme Vervaecke à 2 heures 14 minutes. Il y a repos le 10 juillet.
- 10 juillet : 2e manche du championnat d'Italie sur route, l'Italien Alfredo Binda gagne le Tour de Toscane pour la deuxième année d'affilée.
- 11 juillet : à la suite de la victoire de l'équipe Alcyon, le Belge Adelin Benoit 1er sur la ligne d'arrivée, gagne la 18eme étape du Tour de France Evian-Pontarlier, 2eme le Belge Julien Vervaecke, 3eme le Français André Leducq, 4eme le Belge Maurice de Waele, 5eme le Luxembourgeois Nicolas Frantz, tous même temps. La formule par contre la montre par équipes s'avère un mauvais choix les 5 premiers du Tour courent pour Alcyon. En conséquence pas de changement en tête du classement général.
- 12 juillet : le Belge Maurice Geldhof de l'équipe J.B Louvet, gagne seul la 19eme étape du Tour de France Pontarlier-Belfort disputée contre la montre par équipe. Les frères Français, Pierre et Antonin Magne de l'équipe Alléluia sont 2eme et 3eme à 2 minutes 5 secondes. L'équipe Alcyon arrive groupée à 5 minutes 50 secondes. En conséquence pas de changement en tête du classement général.
- 13 juillet : à la suite de la victoire de l'équipe J.B Louvet, le Belge Raymond Decorte gagne la 20eme étape du Tour de France Belfort-Strasbourg, 2eme le Belge Pé Veraeghen, 3e le Belge Gustave Van Slembrouck, tous même temps. L'équipe Alcyon arrive groupée à 4 minutes 54 secondes. En conséquence pas de changement en tête du classement général.
- 14 juillet : le Luxembourgeois Nicolas Frantz gagne seul la 21eme étape du Tour de France Strasbourg-Metz pourtant disputée en contre la montre par équipe, 2eme et 3eme les Belges Jos Hemelsoet et Hector Martin de l'équipe J.B Louvet. Pour gagner cette étape finissant près de son cher Luxembourg, Frantz a faussé compagnie à ses équipiers d'Alcyon qui terminent groupés à 2 minutes 12 secondes. Au classement général : 1er Frantz, 2eme le Belge Maurice de Waele à 48 minutes 15 secondes, 3eme le Belge Julien Vervaecke à 2 heures 15 minutes.
- 14 juillet : le Français Antoine Ciccione gagne le Grand Prix d'Antibes.
- 15 juillet : à la suite de la victoire de l'équipe J.B Louvet, le Belge Hector Martin, 1er sur la ligne d'arrivée, gagne la 22eme étape du Tour de France Metz-Charleville, 2eme et 3eme les Belges Gustave Van Slembrouck et Pé Veraeghen, tous même temps. L'équipe Alcyon termine groupée à 5 minutes 33 secondes. En conséquences pas de changement en tête du classement général.
- 16 juillet : à la suite de la victoire de l'équipe Alcyon, le Français André Leducq, 1er sur la ligne d'arrivée, gagne la 23eme étape du Tour de France Charleville-Dunkerque, 2eme le Belge Julien Vervaecke, 3eme le Belge Adelin Benoit, 4eme le Luxembourgeois Nicolas Frantz, tous même temps. Le Belge Maurice de Waele est lâché par ses équipiers et arrive 12eme à 33 minutes 11 secondes. Au classement général : 1er Frantz, 2eme de Waele à 1 heure 21 minutes, 3eme Vervaecke à 2 heures 15 minutes.
- 17 juillet : le Français André Leducq gagne en solitaire la 24eme étape du Tour de France Dunkerque-Paris qui se dispute en ligne, 2eme le Belge Pé Verhaeghen à 3 minutes 19 secondes, 3eme le Luxembourgeois Nicolas Frantz à 3 minutes 54 secondes, 4eme le Français Antonin Magne même temps, le Belge Julien Vervaecke termine 20eme à 13 minutes 11 secondes, 34eme le Belge Maurice de Waele à 30 minutes 49 secondes. Le Luxembourgeois Nicolas Frantz remporte le Tour de France, 2eme le Belge Maurice de Waele à 1 heure 48 minutes 21 secondes, 3eme le Belge Julien Vervaecke à 2 heures 25 minutes 6 secondes. Tous les trois de l'équipe Alcyon. Les étapes par contre la montre par équipes font que les cinq premières places du général sont occupées par des coureurs d'Alcyon. Antonin Magne 6eme est le premier coureur n'appartenant pas à Alcyon.
- 17 au 24 juillet : championnats du monde de cyclisme sur piste à Cologne et Elberfeld. Le Français Lucien Michard est champion du monde de vitesse professionnelle. L'Allemand Matthias Engel est champion du monde de vitesse amateur.
- 21 juillet : premier championnat du monde sur route à Nürburg en Allemagne sur le circuit automobile du Nürburgring. Les Italiens accumulent les médailles, Alfredo Binda remporte la course professionnelle et devient le premier Champion du monde de l'Histoire. Constante Girardengo est médaille d'argent et Domenico Piemontesi médaille de bronze. Le Belge Jean Aerts remporte la course amateur.
- 24 juillet : l'Espagnol Mucio Miquel gagne le Tour des Asturies. l'épreuve ne reprendra qu'en 1947.

AOUT
..........................................................................................................................................................................................................................................................................
7 août : l'Italien Allegro Grandi gagne le Tour de Romagne.
14 août : le Français Victor Fontan gagne le Tour du Pays basque.
15 août : l'Italien Alfonso Piccin gagne le Tour de Vénétie.
15 août : l'Italien Alfredo Binda gagne le Grand Prix de Genève.
21 août : le Français Ferdinand Le Drogo devient champion de France sur route.
30 août : le Belge Oscar Houtmans gagne la Coupe Sels.

### Septembre
4 septembre : le Français Victor Fontan gagne le Tour de Catalogne pour la deuxième fois d'affilée.
4 septembre : 3e manche du championnat d'Italie sur route, l'Italien Domenico Piemontesi gagne le Tour d'Émilie.
6 septembre : le Belge Auguste Mortelmans devient champion de Belgique sur route.
11 septembre : l'Italien Giuseppe Pancera gagne le Trophée Bernocchi pour la deuxième année d'affilée.
15 septembre : le Belge Paul Matton gagne le Championnat des Flandres.
18 septembre : le Belge Georges Ronsse gagne le Grand Prix de l'Escaut.
20 septembre : 4e manche du championnat d'Italie sur route, l'Italien Giuseppe Pancera gagne Rome-Naples-Rome.

### Octobre
2 octobre : l'Italien Alberto Temponi gagne le Tour de Campanie. L'épreuve n'aura pas lieu en 1928 et reprendra en 1929.
16 octobre : l'Italien Domenico Piemontesi gagne Milan-Modène.
30 octobre : 5e manche du championnat d'Italie sur route, l'Italien Alfredo Binda gagne le Tour de Lombardie pour la troisième fois d'affilée.Il conserve aussi son titre de champion d'Italie sur route.
30 octobre : l'Espagnol Mucio Miquel devient champion d'Espagne sur route.